# Indianola, Mississippi
Indianola là một thành phố quận lỵ quận Sunflower 6 trong tiểu bang Mississippi, Hoa Kỳ. Thành phố có diện tích km², dân số theo điều tra năm 2000 của Cục điều tra dân số Hoa Kỳ là 12.066 người.